# Slag om Peleliu
De Slag om Peleliu, codenaam Operatie Stalemate II, is een veldslag uit de Tweede Wereldoorlog. Deze strijd tussen de Verenigde Staten en het Japanse Keizerrijk om het eiland Peleliu vond plaats in september en oktober 1944.
De verovering van de Japanse pocket rond Umurbrogol wordt beschouwd als een van de moeilijkste operaties uit de Tweede Wereldoorlog die de Amerikaanse strijdkrachten moesten volbrengen.

## Achtergrond
Amerikaanse overwinningen tijdens de zomer van 1944 in de zuidelijke en centrale Stille Oceaan hadden de oorlog dichter bij Japan gebracht. Amerikaanse bommenwerpers waren in staat de Japanse eilanden te bereiken.
Er was reeds lange tijd onenigheid tussen de twee belangrijkste Amerikaanse commandanten. Generaal Douglas MacArthur wilde de Filipijnen heroveren, gevolgd door Okinawa en de Japanse eilanden. Admiraal Chester Nimitz was voorstander van een directere lijn: een directe aanval op Formosa en Okinawa, gevolgd door aanvallen op de Japanse legers in China en de hoofdaanval op Japan.
Ofschoon om verschillende redenen, vereiste de strategie van beide commandanten een aanval op Peleliu. President Roosevelt reisde persoonlijk naar Pearl Harbor om de beide commandanten te ontmoeten en hun argumenten te vernemen. Hij koos de strategie van MacArthur. Voor de aanval op de Filipijnen was het echter noodzakelijk de rechterflank veilig te stellen door het innemen van de Palaueilanden, vooral Peleliu en Anguar.
Admiraal William Halsey, de bevelhebber in de zuidelijke Stille Oceaan, beschouwde de aanval als overbodig wanneer het ging om de verovering van de Filipijnen. Hij kon zijn superieur, admiraal Nimitz, echter niet overtuigen. Moderne militaire analisten geven Halsey vaak gelijk.

## De verdediging
In de zomer van 1944 bestond de verdediging van Palau uit ongeveer 30.000 Japanse soldaten, waarvan 11.000 op Peleliu. Deze bestond uit de Japanse 14e divisie en arbeiders uit Korea en Okinawa.
Na hun verlies van de Slag om de Salomonseilanden, de Gilberteilanden, de Marshalleilanden en de Marianen, formeerde het Keizerlijke Japanse Leger een onderzoeksteam om een nieuwe eiland verdedigingsstrategie te ontwikkelen. Het team rekende af met de verdediging op de stranden en de roekeloze banzai-aanvallen. De nieuwe strategie verstoorde de landingen, vormde elkaar ondersteunende posities (zogenaamde "honingraatstructuren") van versterkte punten op het eiland, en verving de banzai-aanvallen door gecoördineerde tegenaanvallen. De Amerikanen werden zo gedwongen een uitputtingsslag te leveren.
Kolonel Kunio Nakagawa, commandant van het 2e regiment van de divisie en verantwoordelijk voor de opbouw van de verdediging, handelde overeenkomstig de aanbevelingen. Hij gebruikte het ruwe terrein van dit atol tot zijn voordeel, bouwde een stelsel van zwaar verdedigde bunkers, grotten en ondergrondse posities.

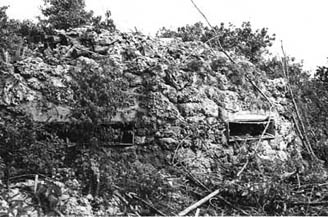
Japanse fortificaties.

Het belangrijkste deel van de verdediging bouwde Nakagawa in het hoogste punt van Peleliu, de berg Umurbrogol, die uit een reeks heuvels en steile hellingen bestond. Vanuit dit centrale punt van Peleliu, bestreek men vanuit Umurbrogol een groot deel van het eiland, inclusief het vliegveld. Umurbrogol bevatte zo'n 500 kalksteengrotten, verbonden door tunnels. Veel van deze tunnels waren oude mijnschachten. Ingenieurs voegden er stalen schuifdeuren aan toe met meerdere openingen, zodat er vanuit de verdediging zowel met artillerie als met machinegeweren kon worden geschoten. Zodoende had Nakagawa de berg in een enorme egelstelling veranderd.
De verdediging bevatte o.a. mortieren, luchtafweergeschut, en een eenheid lichte tanks. De grotingangen waren overhellend, als verdediging tegen granaataanvallen en vlammenwerpers. De grotten en bunkers waren door heel centraal Peleliu verbonden door een uitgebreid netwerk, zodat de Japanse troepen zich konden evacueren, posities naar behoefte opnieuw innemen, en de perimeter verkleinen als daar de noodzaak voor ontstond.
De Japanners gebruikten ook het strand in hun voordeel. Het noordelijke uiteinde van het landingsstrand was een koralen schiereiland. Bij de Amerikanen raakte dit bekend als The Point (de Punt). Er werden gaten in geblazen voor 47 mm-antitankkanonnen en zes 20 mm-kanonnen. De posities werden daarna afgesloten, zodat alleen het schietgat overbleef. Soortgelijke verdedigingen werden langs het strand opgericht.
Het strand werd volgestouwd met mijnen en artilleriegranaten. Deze granaten konden door aanraking tot ontploffing worden gebracht. Een infanteriebataljon werd langs het strand gelegerd, maar alleen met het doel de landing te vertragen. De eigenlijke verdediging zou landinwaarts plaatsvinden.

## Voorbereiding van de aanval
Terwijl de Japanners hun tactieken radicaal wijzigden, hielden de Amerikanen vast aan hun beproefde technieken. En dit ondanks dat de Slag om Biak, waar kolonel Kuzume Naoyuki dezelfde strategie had gekozen, de Amerikanen 3000 man had gekost.
De landing op Peleliu was toegewezen aan de 17.000 man van de 1e Amerikaanse Mariniersdivisie onder bevel van Major Generaal William H. Rupertus. Amerikaanse planners kozen de zuidwestelijke stranden uit voor een landing, omdat het dicht bij het vliegveld lag. Het 1e mariniersregiment onder bevel van kolonel Lewis B. Puller zou op het noordelijkste eind van de stranden landen. Het 5e regiment onder kolonel Harold D. Harris in het centrum, en het 7e regiment onder kolonel Herman H. Hanneken zou aan het zuidelijk uiteinde landen.
Het 1e en 7 regiment zouden de flanken dekken terwijl het 5e regiment landinwaarts trok en het vliegveld innam. Door verder oostwaarts te trekken zou het 5e regiment de Japanse verdediging van het eiland in tweeën delen. Het 1e regiment zou naar Umurbrogol in het noorden gaan, terwijl het 7e regiment het zuidelijk deel van het eiland voor zijn rekening nemen.
Er bleef 1 bataljon in reserve, terwijl de 81e infanteriedivisie voor steun vanuit Anguar ten zuiden van Peleliu beschikbaar was.
Op 4 september 1944 vertrokken de mariniers vanuit hun basis op Pavuvu, een reis van 3.400 km naar Peleliu. Het Underwater Demolition Team van de Amerikaanse marine begon aan het opruimen van landingsobstakels, terwijl op 12 september 1944 de marine met hun bombardement begint.
De slagschepen USS Pennsylvania, USS Maryland, USS Mississippi, USS Tennessee en USS Idaho, de zware kruisers USS Indianapolis, USS Louisville, USS Minneapolis en USS Portland, de lichte kruisers USS Columbia, USS Columbia, USS Columbia en USS Columbia, drie vliegdekschepen en vijf lichte vliegdekschepen leverden 519 granaten van 410 mm, 1.845 granaten van 360 mm, 1.793 bommen van 500 pond (227 kg), en 73.412 kogels van machinegeweervuur op het eiland van 16 km² af.
De Amerikanen geloofden dat het bombardement succesvol was geweest. Schout-bij-Nacht Jesse Oldendorf claimde dat de marine geen doelwitten meer had. In werkelijkheid was het grootste deel van de Japanse posities onbeschadigd. Zelfs het bataljon dat de stranden verdedigde was vrijwel ongedeerd. Gedurende het bombardement namen de verdedigers een grote mate van zelfdiscipline in acht, en vuurden vrijwel niet om hun posities niet te laten blijken. Het bombardement vernietigde de Japanse vliegtuigen en de gebouwen om het vliegveld. De Japanse soldaten bleven op hun positie in hun fortificaties, gereed om de landingstroepen aan te vallen.

## De landing

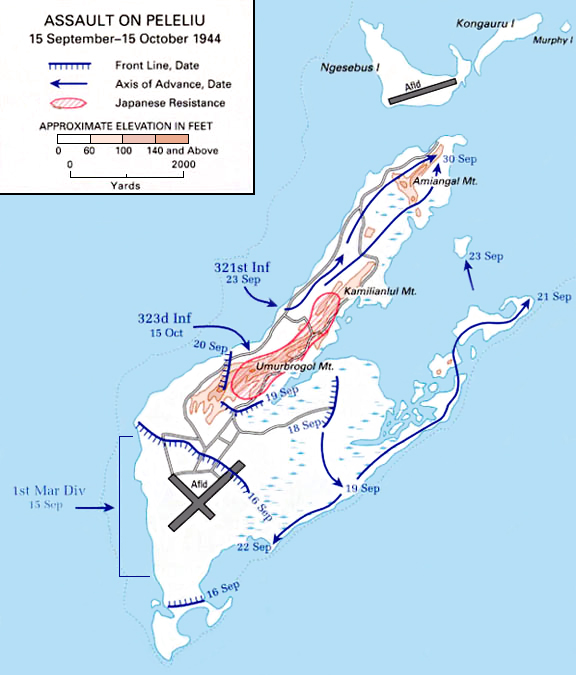
De landingsstranden

De mariniers landden om 08:32 op 15 september 1944 met het 1e regiment in het noorden op "White Beach", en met het 5e en 7e regiment in het centrum en in het zuiden op "Orange Beach". Omdat gewone landingsvaartuigen niet het koraalrif, circa 800 meter uit de kust, konden oversteken, werd de feitelijke landing uitgevoerd met LVT's, lichte pantservaartuigen, waarvan de eerste golf was uitgerust met 37mm of 70 mm kanonnen. Terwijl de landingsvaartuigen de stranden naderden, kwamen ze in een kruisvuur terecht toen de Japanners de stalen deuren van hun fortificaties openden en met hun artillerie de vaartuigen en troepen onder vuur namen.
Om 09:30 hadden de Japanners 60 landingsvaartuigen (LVT's en DUKW's) vernietigd.

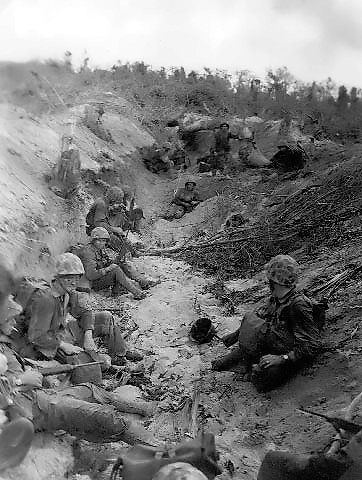
Mariniers van het 5e regiment op Orange Beach

Het 1e regiment liep vast door zwaar vuur vanuit "The Point". Puller ontsnapte ternauwernood toen een granaat zijn LVT trof. Zijn verbindingsset werd op weg naar het strand vernietigd door een treffer van een 47 mm kanon. Het 7e regiment kreeg te maken met vergelijkbare problemen door artillerieposities op hun flank. Veel LVT's werden al bij de nadering uitgeschakeld, waardoor hun inzittenden door borsthoog water aan wal moesten waden, terwijl ze onder vuur werden genomen door machinegeweren. Het aantal slachtoffers was hoog, en velen die het strand wel levend bereikten waren hun geweren en andere uitrusting kwijt.
Het 5e regiment maakte de eerste dag de meeste vorderingen, doordat zij het minste last hadden van de artillerieposities aan linker- en rechterzijde. Zij trokken op naar het vliegveld, en liepen daar tegen de eerste tegenaanval van Nakagawa op. Zijn tanks raceten over het vliegveld om de mariniers terug te jagen, maar de Japanse tanks kregen al snel te maken met net gelande Amerikaanse tanks, houwitsers, scheepsvuur en bommenwerpers. De tanks van Nakagawa en de begeleidende infanterie werden snel vernietigd.
Aan het eind van de eerste dag hielden de Amerikanen een strook strand van twee mijl (3,2 km) lang. Ze waren op hun diepste punt ongeveer een mijl (1,6 km) landinwaarts getrokken, maar volgens andere bronnen was hun bruggenhoofd niet dieper dan 500 meter. Ze telden 200 doden en 900 gewonden. Divisiecommandant Rupertus geloofde dat de Japanse weerstand snel ineen zou storten, omdat hun frontlijn doorbroken was. Hij was zich niet bewust van de Japanse tactiek.

## Het vliegveld
De commandant van de Mariniersdivisie besloot dat de 2 regimenten van de infanterie, die gereed stonden om de landing te ondersteunen, niet nodig zijn en zijn mariniers het alleen afkunnen. Op de tweede dag trokken de mariniers van het 5e regiment opnieuw naar het vliegveld. Voorbij het vliegveld kwamen ze onder zwaar vuur te liggen vanuit de heuvels in het noorden, en leden zware verliezen. Na de verovering van het vliegveld trokken ze verder naar de oostelijke oever van het eiland, waarmee ze de verdedigers van de zuidelijke punt isoleerden van de rest van het eiland.
Dit gebied werd door de Japanners fel verdedigd; ze bezaten hier nog veel bunkers. De temperaturen liepen op tot 45 graden Celsius, en de hitte eiste veel slachtoffers onder de mariniers. De enige zoetwaterbron van de mariniers was verontreinigd met olie. Toch slaagden de mariniers er in om tegen de achtste dag hun doelen, het vliegveld en de zuidelijke punt van het eiland, te halen.
Op de derde dag namen de Amerikanen het vliegveld in gebruik. L-2 Grasshoppers uit VMO-1 begonnen luchtverkenningen uit te voeren voor artillerie van de mariniers en de marine.
Op 26 september 1944 (D+11), landden de eerste Marine F4U Corsairs uit VMF-114 op de landingsstrook. De Corsairs begonnen duikbombardementen boven Peleliu, vuurden raketten af om grotingangen voor de infanterie open te breken, en lieten napalm vallen. Dit was de tweede keer dat het wapen in de Pacific werd ingezet. Het bleek nuttig doordat het de begroeiing boven de bunkers wegbrandde, en vaak de bezetters van de bunkers doodde.

## The Point

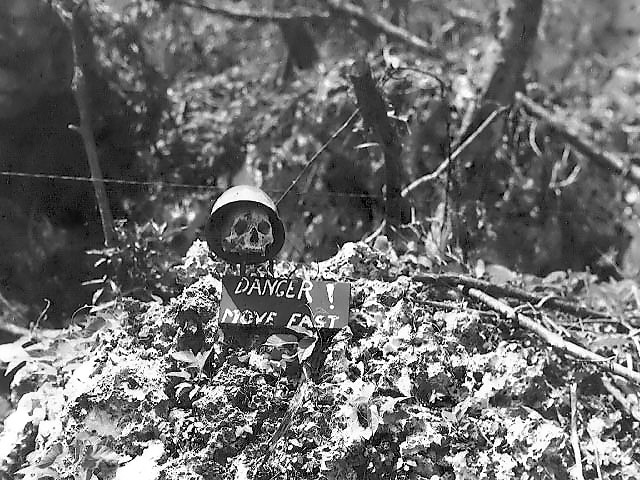
Waarschuwingsbord frontlinie op Peleliu oktober 1944

Het fort op The Point bleef zware verliezen aan de troepen op de landingsstranden toebrengen. Puller gaf kapitein George Hunt, commandant van K-compagnie 3de bataljon 1ste Mariniers opdracht de positie te veroveren. Hij naderde The Point met een tekort aan voorraden; de meeste machinegeweren waren op de stranden verloren gegaan. Een van Hunts pelotons zat bijna een dag vast in een kwetsbare positie tussen de fortificaties. De rest van zijn compagnie kwam in gevaar toen de Japanners een bres in zijn linie sloegen, en zijn rechterflank dreigden af te snijden.
Echter, een peloton begon de Japanse kazematten een voor een uit te schakelen. Onder dekking van rookgranaten naderden ze de Japanse bunkers, waarna ze deze met granaten vernietigden. Nadat ze op deze wijze de zes mitrailleursnesten hadden uitgeschakeld, stonden ze voor het 47 mm kanon. Een luitenant verblindde de kanonnier met rookgranaten, waarna korporaal Henry W. Hahn een granaat door de vuuropening naar binnen gooide. De granaat bracht de 47 mm granaten tot ontploffing, en dreef de bunker bezetting naar buiten, waar ze werden neergeschoten.
K-compagnie had The Point veroverd, maar Nakagawa liet een tegenaanval uitvoeren. De hierop volgende 30 uur weerstond de eenzame compagnie vier belangrijke tegenaanvallen, waardoor deze zonder water kwam te zitten en door haar voorraden heen raakte. Spoedig kwam het tot handgevechten tussen de Japanse aanvallers en de Amerikaanse mariniers. Toen de versterkingen arriveerden, was de compagnie gereduceerd tot 18 man - ze telden 157 slachtoffers.

## Umurbrogol

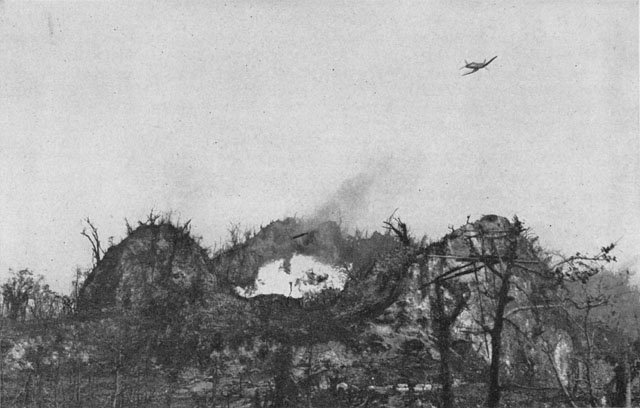
Een Corsair gooit napalm op de Japanse posities op Umurbrogol

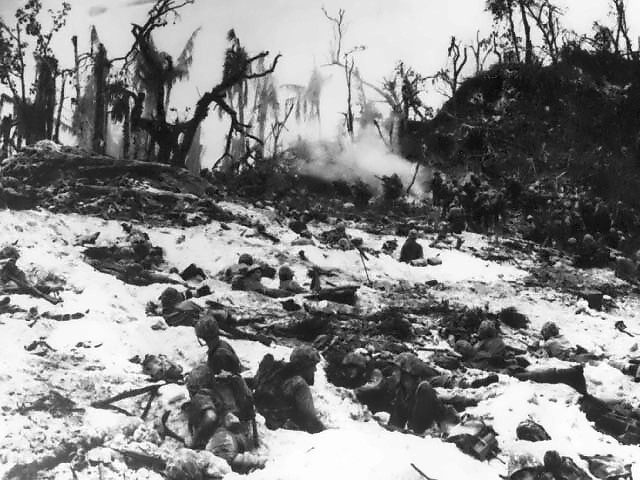
Mariniers wachten in hun schuttersputten.

Na de verovering van The Point, trokken de mariniers noordwaarts naar de Umurbrogol-pocket, door de mariniers "Bloody Nose Ridge" gedoopt. Puller leidde zijn mannen in talrijke aanvallen, maar iedere aanval liep stuk op de Japanse verdediging. De mariniers raakten gevangen in de nauwe paden tussen de heuvels, waar elke heuvel de ander met dodelijke kruisvuur ondersteunde.
De mariniers leden steeds grotere verliezen terwijl ze langs de heuvelranden optrokken. De Japanners namen een ongewoon sterke vuurdiscipline in acht, doordat ze alleen vuurden wanneer ze een maximaal aantal slachtoffers konden maken. Terwijl het aantal slachtoffers opliep, begonnen de Japanse sluipschutters op de brancardiers te vuren, wetend dat er dan nog meer brancardiers nodig waren om de slachtoffers uit het vuurgebied weg te slepen. In plaats van hun banzai-aanvallen, infiltreerden ze 's nachts tussen de Amerikaanse linies, om de Amerikanen in hun schuttersputjes aan te vallen. De mariniers reageerden hierop door putjes voor twee man te graven, zodat de een kon slapen terwijl de ander de wacht hield.
Een bijzonder bloedig gevecht ontstond toen het 1e bataljon van het 1e regiment onder majoor Raymond Davis Heuvel 100 aanviel. In zes dagen durende gevechten verloor het bataljon 71% van zijn mensen. Kapitein Everett Pope en zijn compagnie drongen diep in de Japanse verdediging door, en zijn resterende 90 man namen na een dag van gevechten een positie in op wat hij dacht dat heuvel 100 was, maar wat in feite een andere heuveltop was, verdedigd door een groter aantal Japanse verdedigers.
Pope zette een kleine verdedigingslinie op, welke de hele nacht door de Japanners werd aangevallen. De mariniers raakten door hun munitie heen, en moesten de Japanse aanvallers met hun messen en vuisten van zich af houden. Ze vielen zelfs terug op het gooien van koraalbrokken en lege ammunitiedozen naar de Japanners.  Toen ze tegen de morgen terugtrokken, waren er slechts negen man over.
Pope ontving later de Medal of Honor voor deze actie.
De Japanners brachten Pullers 1ste regiment uiteindelijk 71% verliezen toe. De mariniers verloren 1749 van hun 3000 man. Na zes dagen van gevechten rond Umurbrogol zond generaal Roy Geiger, commandant van het 3e amfibische korps, eenheden van zijn 81ste Infanteriedivisie naar Peleliu om het regiment af te lossen.
Het 321ste Regiment Combat Team landde op de westelijke stranden van Peleliu — aan het noordelijke einde van Umurbrogol op 23 september 1944. Het 321e regiment, en de 5e en 7e mariniersregimenten vielen om beurten Umurbrogol aan, en allen leden vergelijkbare verliezen.
Half oktober 1944 hadden het 5e en 7e regiment ongeveer de helft van hun manschappen verloren in de gevechten rond de heuvels van Umurbrogol. Ze werden afgelost door meer eenheden van de 81e divisie. Het 323e Regimental Combat Team landde op 15 oktober 1944, en tegen de derde week van oktober waren bijna alle mariniers naar Pavuvu geëvacueerd.
De 81e divisie streed nog een maand tegen de resterende Japanse troepen op Bloody Nose Ridge voordat het eiland veilig genoemd werd. Nakagawa proclameerde "Ons zwaard is gebroken en we zitten zonder speren". Hij verbrandde de vlaggen van het regiment en pleegde seppuku. Hij werd postuum gepromoveerd tot Luitenant-Generaal voor zijn moed op Peleliu.

## Nasleep

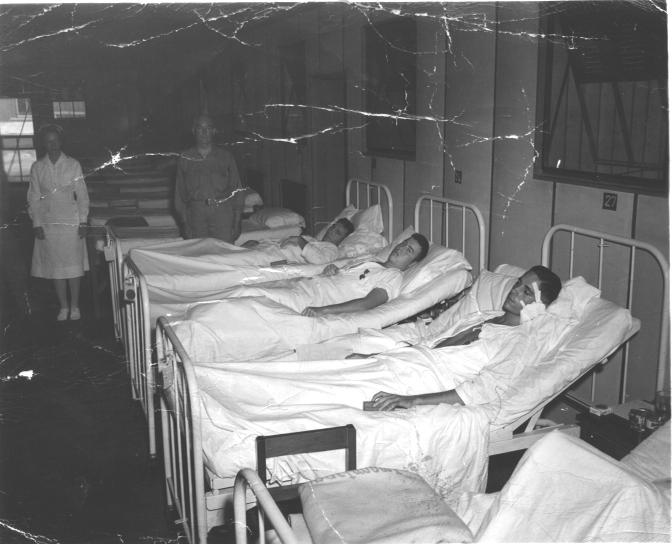
Mariniers in een ziekenhuis in Guadalcanal nadat ze in de strijd om Peleliu gewond raakten

De 1e Mariniersdivisie leed ernstige verliezen en bleef buitengevecht gesteld tot de actie op Okinawa op 1 april 1945. In totaal verloor de divisie 6.500 man gedurende hun maand op Peleliu, meer dan een derde van haar sterkte. De 81e Infanteriedivisie verloor 3000 man.
Een Japanse luitenant met 26 soldaten en acht matrozen hield het in de grotten van Peleliu uit tot 22 april 1947 en gaven zich over toen een Japanse admiraal hen overtuigde dat de oorlog voorbij was.
De landingsbaan van Peleliu wordt vandaag als Airstrip Peleliu nog steeds gebruikt voor Belau Air-lijnvluchten naar Koror en Angaur.